# Wolfgang Funkel
Wolfgang Funkel, född den 10 augusti 1958 i Neuss i Tyskland, är en västtysk fotbollsspelare som tog OS-brons i fotbollsturneringen vid de olympiska sommarspelen 1988 i Seoul.